# Psapharochrus bicolor
Psapharochrus bicolor là một loài bọ cánh cứng trong họ Cerambycidae.